# Epsilon Andromedae
ε Andromedae (Epsilon Andromedae, kurz ε And) ist ein dem bloßen Auge nur relativ lichtschwach erscheinender Stern im Sternbild Andromeda. Er besitzt eine scheinbare Helligkeit von 4,37m. Nach Parallaxen-Messungen der Raumsonde Gaia ist der Stern etwa 169 Lichtjahre von der Erde entfernt. Er nähert sich unserem Sonnensystem mit einer Radialgeschwindigkeit von 84 km/s. Sein Orbit um das Zentrum der Milchstraße ist im Gegensatz zu jenem der Sonne stark exzentrisch, weswegen er sich relativ zur Sonne und deren Nachbarsternen sehr schnell bewegt. Aus seiner Radialgeschwindigkeit und Eigenbewegung ergibt sich, dass er eine hohe Gesamtrelativgeschwindigkeit zur Sonne von 118 km/s besitzt. Die Sonne umkreist das Milchstraßenzentrum in einer ziemlich konstanten Entfernung von 32.000 Lichtjahren, während sich ε And derzeit vom Inneren der Galaxis her kommend auf die Sonne zubewegt und in der Folge an ihr vorbeiziehen und in die Außenzone der Milchstraße vordringen wird. Die Minimaldistanz des Orbits von ε And zum Milchstraßenzentrum beträgt 14.000 Lichtjahre, die größte Entfernung 35.000 Lichtjahre.
ε And ist ein Riesenstern der  Spektralklasse G7 III Fe-3 CH1. Wie für Hochgeschwindigkeitssterne üblich, besitzt ε And einen deutlich geringeren Eisengehalt als die Sonne. Dies zeigt sich in seinem Spektrum und wird durch die Suffix im Spektraltyp angedeutet. Einer Studie aus dem Jahr 2015 zufolge hat der Stern etwa eine Sonnenmasse, aber den neunfachen Sonnendurchmesser und 51 Sonnenleuchtkräfte. Die effektive Temperatur seiner Photosphäre ist mit rund 5080 Kelvin niedriger als jene der Sonne. Direkte Messungen seines Winkeldurchmessers ergaben, dass er 9,8 Sonnendurchmesser groß ist. Er wird als Red Clump Star mit einem heliumbrennenden Kern eingestuft.